# Gestion des talents
 (novembre 2009).
Si vous disposez d'ouvrages ou d'articles de référence ou si vous connaissez des sites web de qualité traitant du thème abordé ici, merci de compléter l'article en donnant les références utiles à sa vérifiabilité et en les liant à la section « Notes et références ».
La gestion des talents est l'un des domaines de la gestion prévisionnelle des emplois et des compétences (GPEC), aux côtés de la paie, de l'administration du personnel ou de la gestion des temps et des activités. D'un caractère plus stratégique qu'administratif, la gestion des talents concerne les collaborateurs de l'entreprise dont le potentiel a été décelé et dont la présence au sein de l'organisation représente un intérêt majeur pour celle-ci.

## Enjeux de la gestion des talents
La gestion des compétences pouvant devenir une obligation légale pour les grandes entreprises, se pose le problème de la recherche par l'entreprise d'un avantage compétitif par la gestion des compétences au point de vue stratégique. Cette situation peut être une cause de l'émergence du concept de gestion des talents. Les enjeux pour l'organisation sont doubles et il s'agit alors de s'appuyer sur une expertise unique dans le domaine de la gestion des carrières et des plans de succession, ainsi que dans celui du management des pôles de talents, de la gestion de la performance, du management des compétences ou encore des évaluations.

## Démarche de gestion des talents
Il peut à la fois s'agir de talents externes, que l'entreprise souhaite recruter, et de talents internes, sur lesquels l'entreprise souhaite capitaliser.

### Définir et analyser les talents
Phase préalable à toute démarche de développement des talents, l'organisation doit s'interroger sur sa propre définition d'un talent en regard de ses attentes. Ainsi, elle pourra identifier les potentiels et les accompagner dans leur développement personnel pour l'atteinte d'objectifs communs.

### La gestion des talents externes
Il s'agit des talents que les organisations souhaitent détecter et attirer par la mise en œuvre d'actions de recrutement spécifiques. S'il s'agit de jeunes salariés, ces processus sont alors souvent mis en place avec l'aide d'universités et de grandes écoles. 

### La gestion des talents internes
Elle concerne les salariés que les entreprises cherchent à retenir, fidéliser, évaluer, motiver, faire évoluer grâce à une gestion adaptée de leurs compétences, à leur formation et à leur développement. Les entretiens annuels, l’évaluation de la performance, la gestion de la mobilité, la gestion des carrières et successions ainsi que les rémunérations sont autant d'outils qui y contribuent aussi.